# Fonotefrita

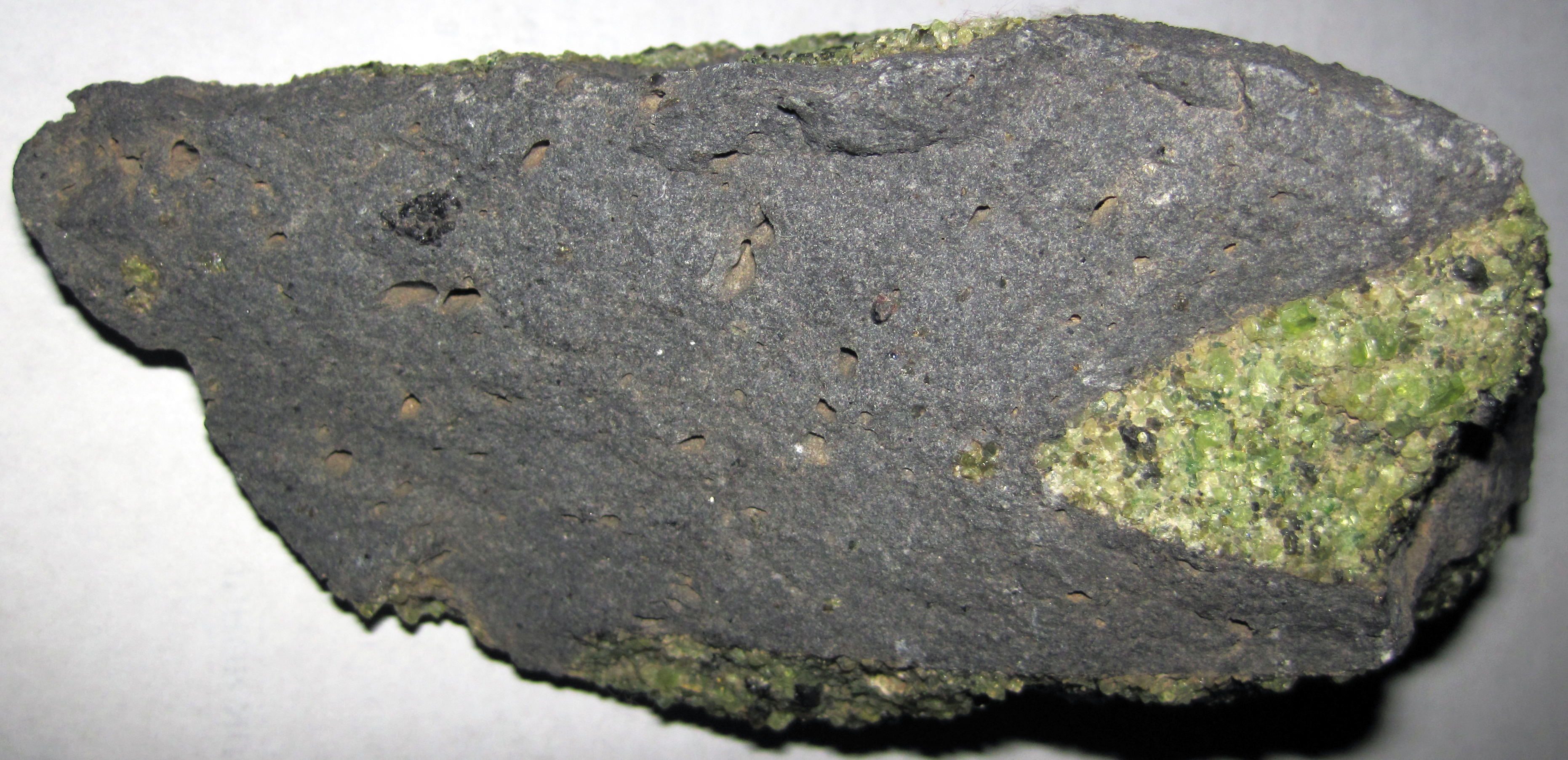
Xenòlit de peridotita (verd) en una fonotefrita a Peridot Mesa (Arizona).

La fonotefrita és una roca volcànica fortament alcalina amb una composició entre fonolita i tefrita. Aquesta roca ígnia inusual conté entre 7% i 12% de contingut de minerals alcalins (Na₂O i K₂O) i d'entre 45% i 53% de contingut de sílice (SiO₂) (vegeu Classificació TAS). Es pot descriure com una fonolita màfica o una tefrita potàssica.
S'han identificat a l'Antàrtida, Amèrica del Nord i Àfrica, fluxos de lava i cons volcànics de fonotefrita.